# خيرويس (مقاطعة غيلانغرب)
خيرويس (بالفارسية: خیرویس) هي قرية تقع في كرمانشاه في إيران.